# 普雷河
普雷河（法語：Prée，法語發音：[pʁe]）是法国中央-盧瓦爾河谷大區谢尔省与卢瓦-谢尔省的河流，是谢尔河的左支流，长16.2千米，发源自当皮埃尔昂格拉赛，于圣卢流入谢尔河。